# Hybos arctus
Hybos arctus är en tvåvingeart som beskrevs av Yang 1988. Hybos arctus ingår i släktet Hybos och familjen puckeldansflugor. Inga underarter finns listade i Catalogue of Life.